# Географія Венесуели
Венесуела — південноамериканська країна, що знаходиться на крайній півночі континенту . Загальна площа країни 912 050 км² (33-тє місце у світі), з яких на суходіл припадає 882 050 км², а на поверхню внутрішніх вод — 30 тис. км². Площа країни у 1,5 рази більша за площу України, вдвічі більша за площу Каліфорнії. Основні природні райони: гірська область Анд, западина озера Маракайбо, Льянос і Ґвіанське плоскогір'я . 

## Назва
Офіційна назва — Боліваріанська Республіка Венесуела, Венесуела (ісп. Republica Bolivariana de Venezuela, Venezuela). Назва країни походить від назви поселення на палях на берегах озера Маракайбо і означає «Маленька Венеція». Таку назву вигадав італійський мандрівник і картограф Амеріґо Веспуччі, який 1499 року відвідав ці місця у складі експедиції Алонсо де Охеди. Пізніше ця назва поширилась до дельти Ориноко, а 1830 року цю назву успадкувала новостворена держава, що виокремилась зі складу Великої Колумбії.

## Географічне положення

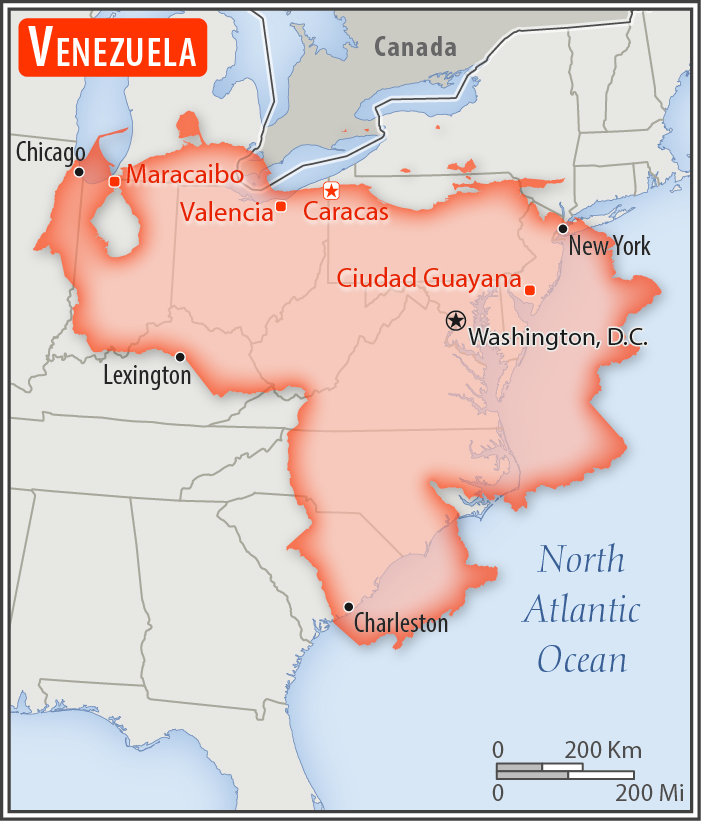
Порівняння розмірів території Венесуели та США

Венесуела — південноамериканська країна, що межує з трьома іншими країнами: на півдні — з Бразилією (спільний кордон — 2137 км), на заході — з Колумбією (2341 км), на сході — з Гаяною (789 км). Загальна довжина державного кордону — 5267 км. Венесуела на півночі омивається водами Карибського моря Атлантичного океану. Загальна довжина морського узбережжя 2800 км.
Згідно з Конвенцією Організації Об'єднаних Націй з морського права (UNCLOS) 1982 року, протяжність територіальних вод країни встановлено в 12 морських миль (22,2 км). Прилегла зона, що примикає до територіальних вод, в якій держава може здійснювати контроль, необхідний для запобігання порушень митних, фіскальних, імміграційних або санітарних законів, простягається на 15 морських миль (27,8 км). Виключна економічна зона встановлена на відстань 200 морських миль (370,4 км) від узбережжя. Континентальний шельф — до глибин 200 м.

### Час
Час у Венесуелі: UTC-4 (-6 годин різниці часу з Києвом).

## Геологія

### Корисні копалини
Надра Венесуели багаті на ряд корисних копалин: нафту, природний газ, залізну руду, золото, боксити, руди нікелю, кобальту, міді, поліметалів, кам'яне вугілля, сірку, азбест, фосфорити, алмази.

## Рельєф
Середні висоти — 45(0 м; найнижча точка — рівень вод Карибського моря (0 м); найвища точка — гора Піко-Болівар (5007 м). На півночі країни простягається ланцюг Карибських Анд; на північному заході — відроги Анд (Сьєрра-де-Періха з висотами до 3750 м та Кордильєра-де-Мерида з найвищою точкою країни 5007 м. Центральна частина хребта Кордильєра-де-Мерида покрита вічними снігами і льодовиками, за що і називається Сьєрра-Невада, тобто Сніжною. На півн. схід хребет Кордильєра-Мерида знижується до 2000 м, роздвоюється і тягнеться на схід вздовж узбережжя Карибського моря, утворюючи т. зв. Карибські Анди. Сьєрра-де-Періха та Кордильєра-де-Мерида обрамляють глибоку западину і оз. Маракайбо; в центрі — рівнини Оріноко (т. зв. Льянос-Оріноко); на півд. схід — Ґвіанське плоскогір'я.

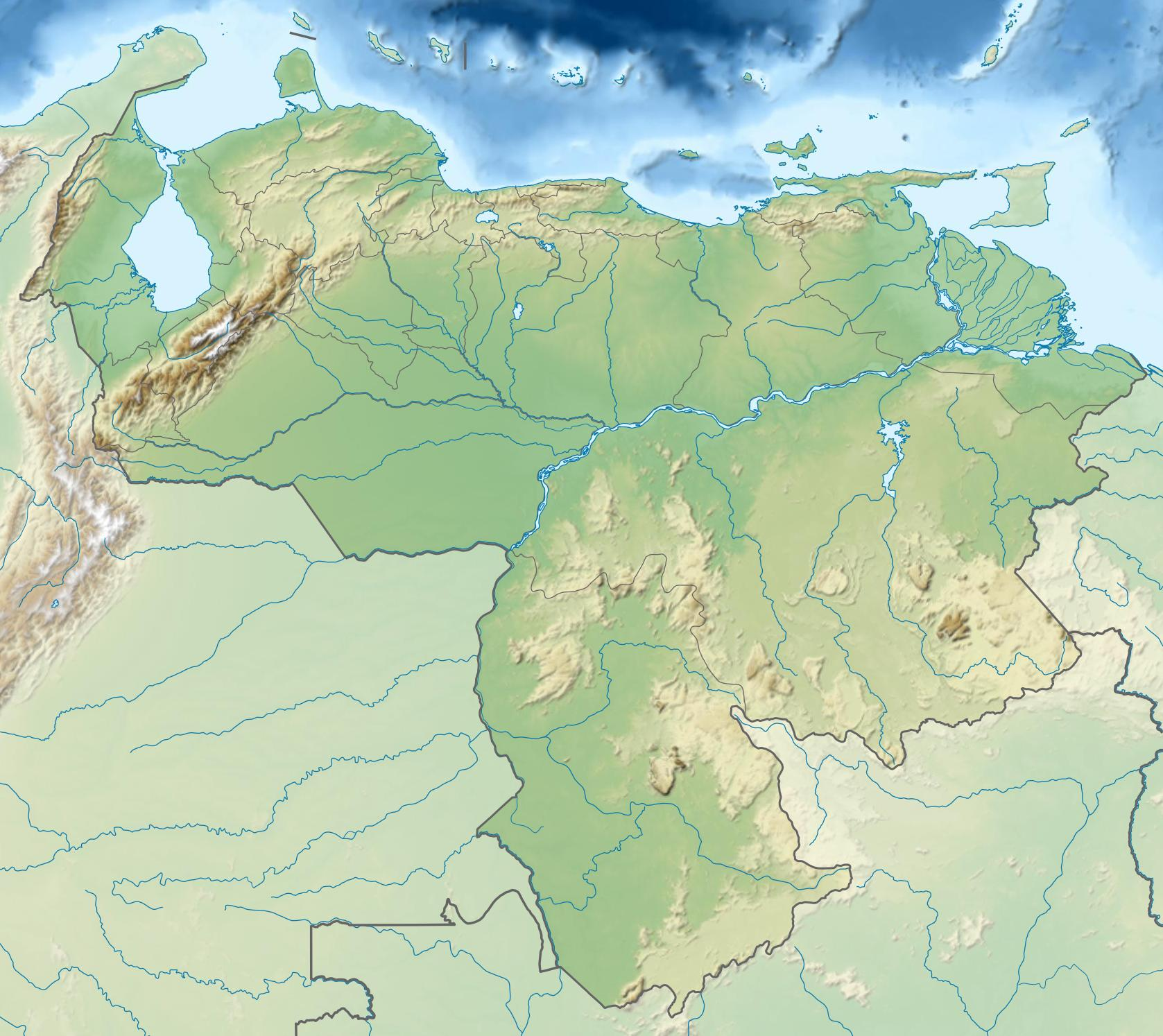
Рельєф Венесуели
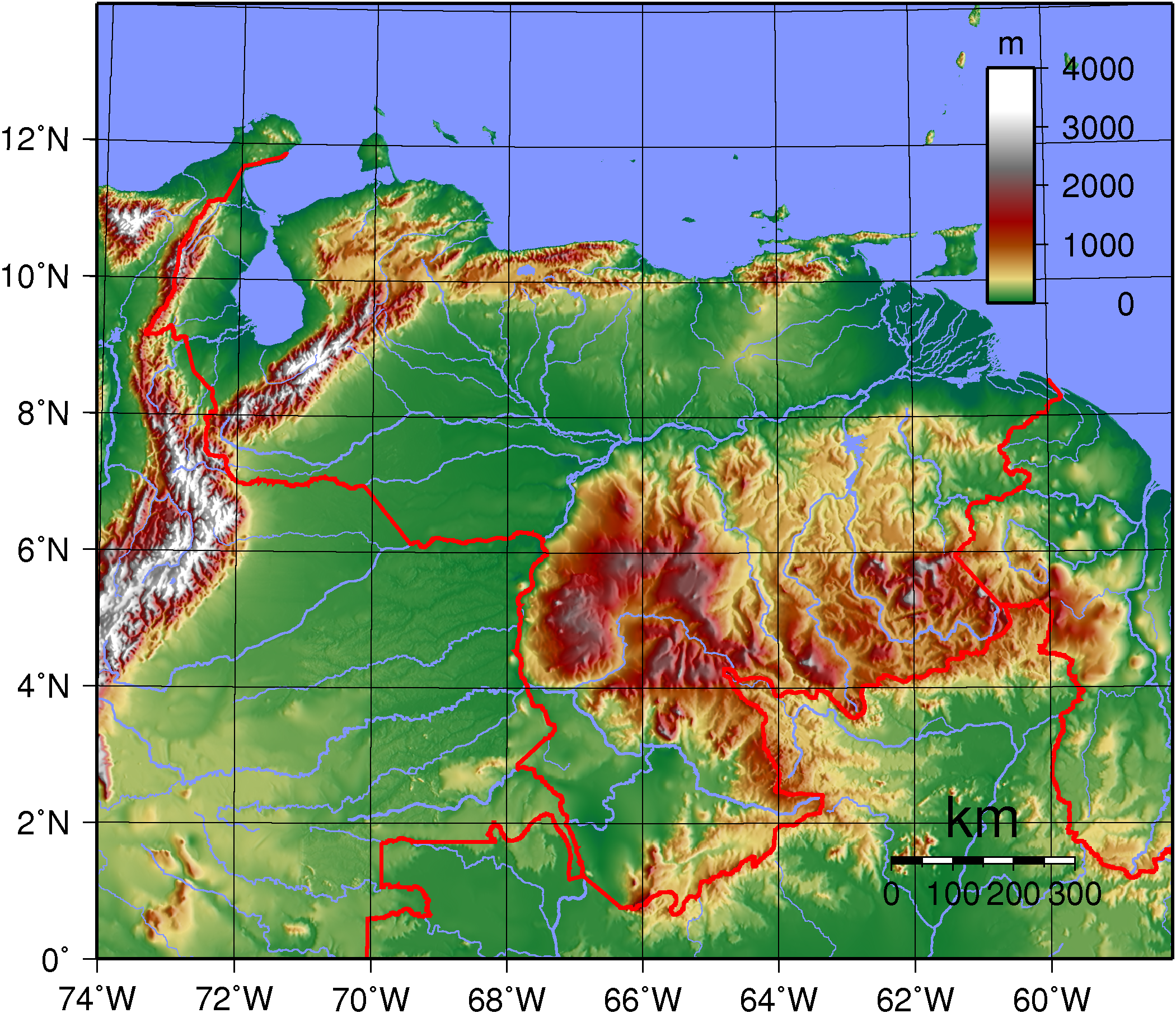
Гіпсометрична карта Венесуели
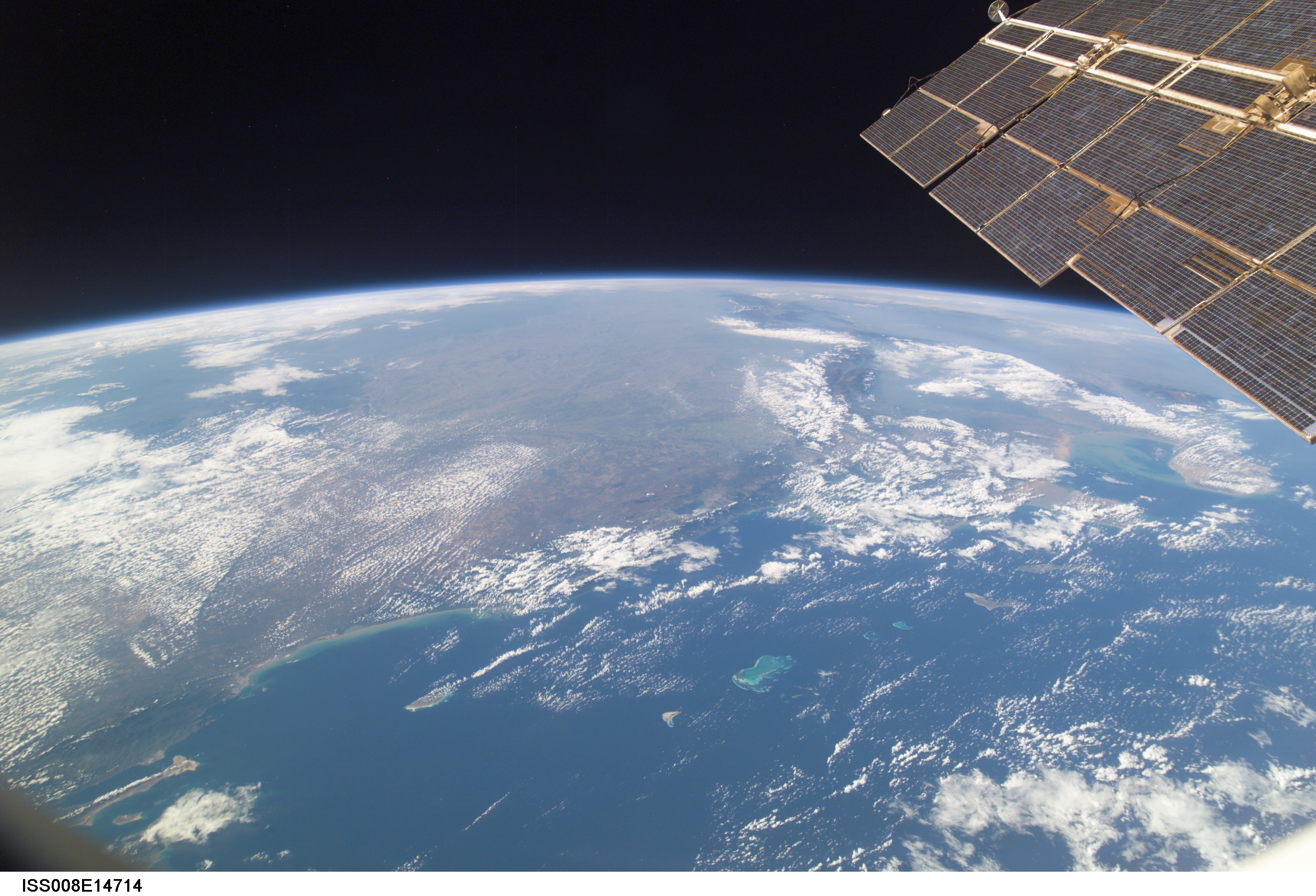
Супутниковий знімок поверхні країни із МКС
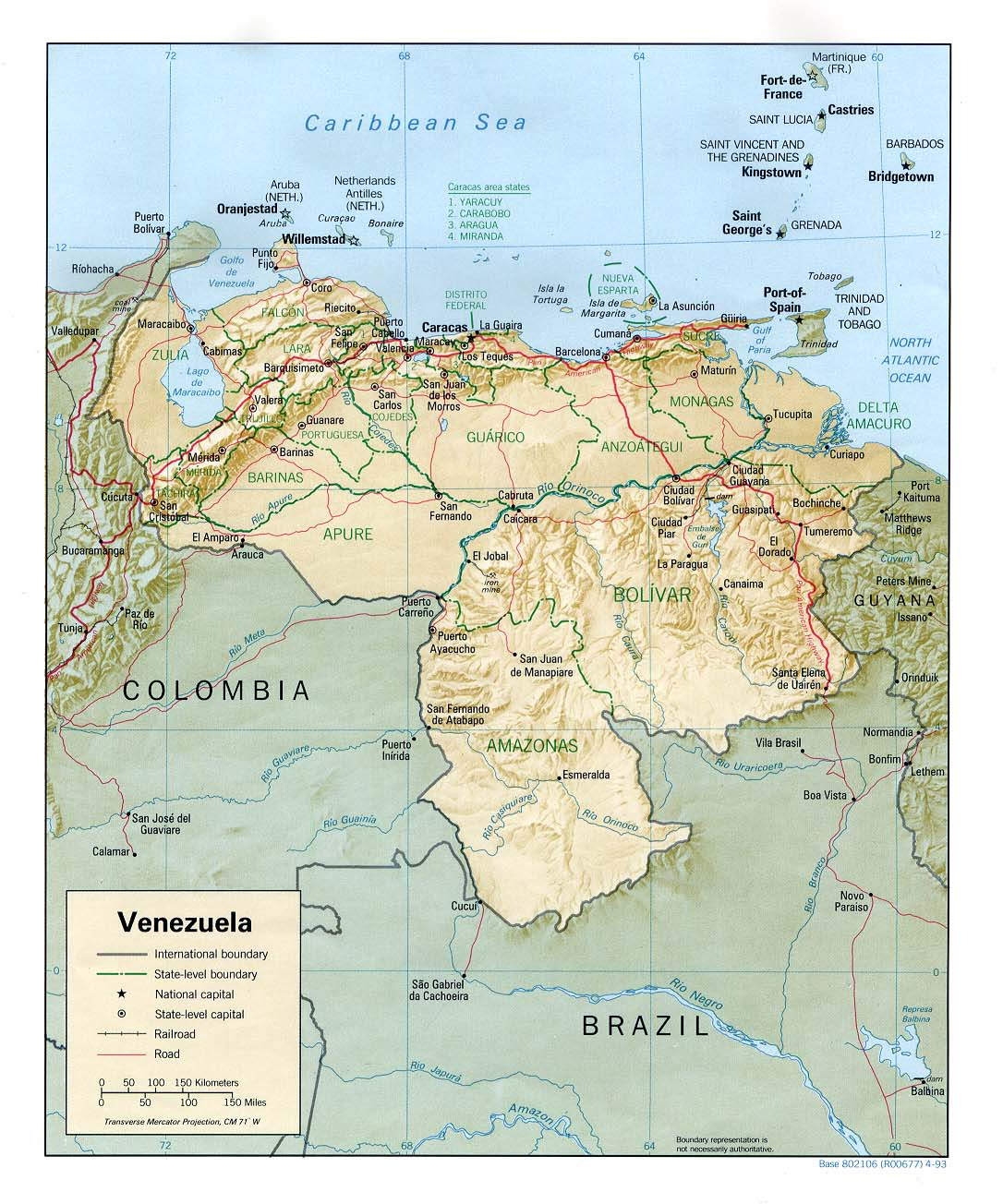
Карта країни (англ.)
Орографія Піко-Болівар

### Узбережжя
Узбережжя простягається

### Острови
До складу Венесуели входять близько 40 островів, найбільший — острів Маргарита.

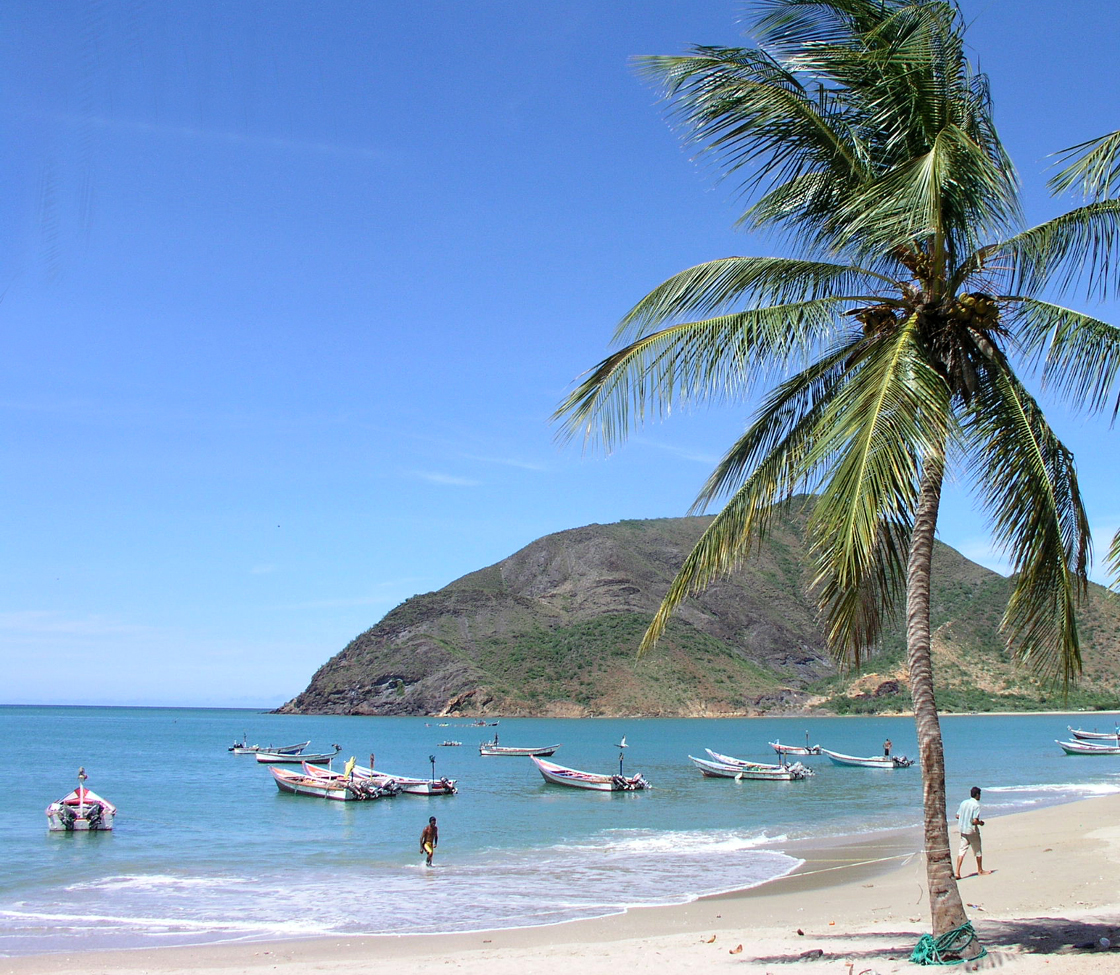
Пляж Галера на острові Маргарита

## Клімат
Більш частина територія Венесуели лежить у субекваторіальному кліматичному поясі, північно-західне узбережжя у тропічному. Влітку переважають екваторіальні повітряні маси, взимку — тропічні. Влітку вітри дмуть від, а взимку до екватора. Сезонні амплітуди температури повітря незначні, зимовий період не набагато прохолодніший за літній. Зволоження достатнє.

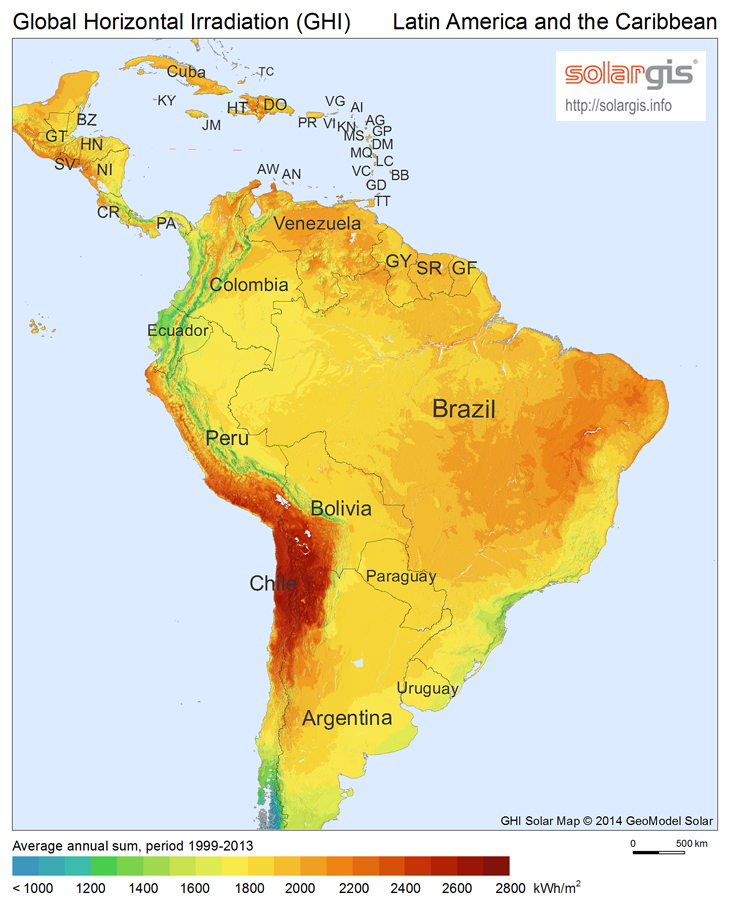
Сонячна радіація (англ.)
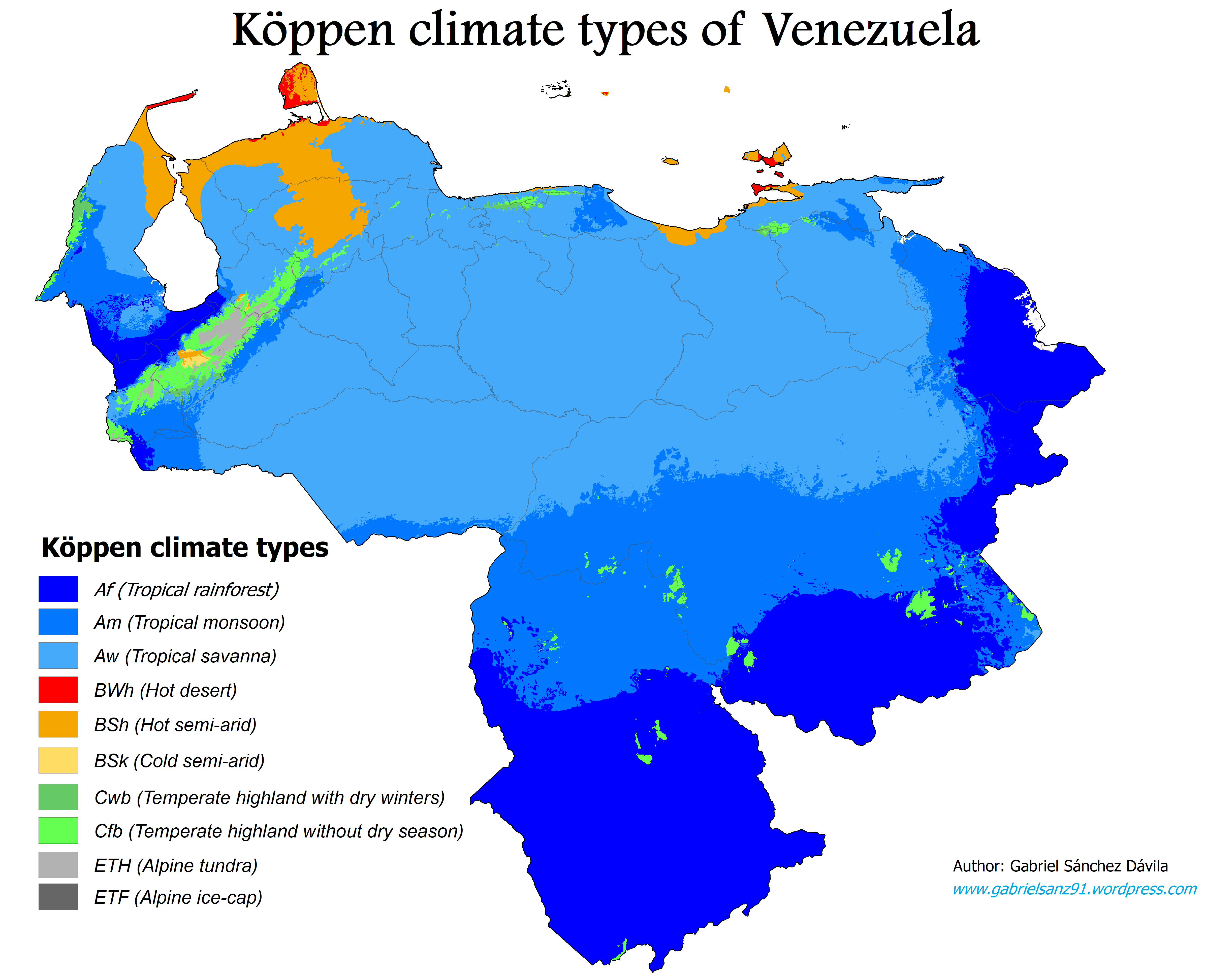
Кліматична карта Венесуели (за Кеппеном)
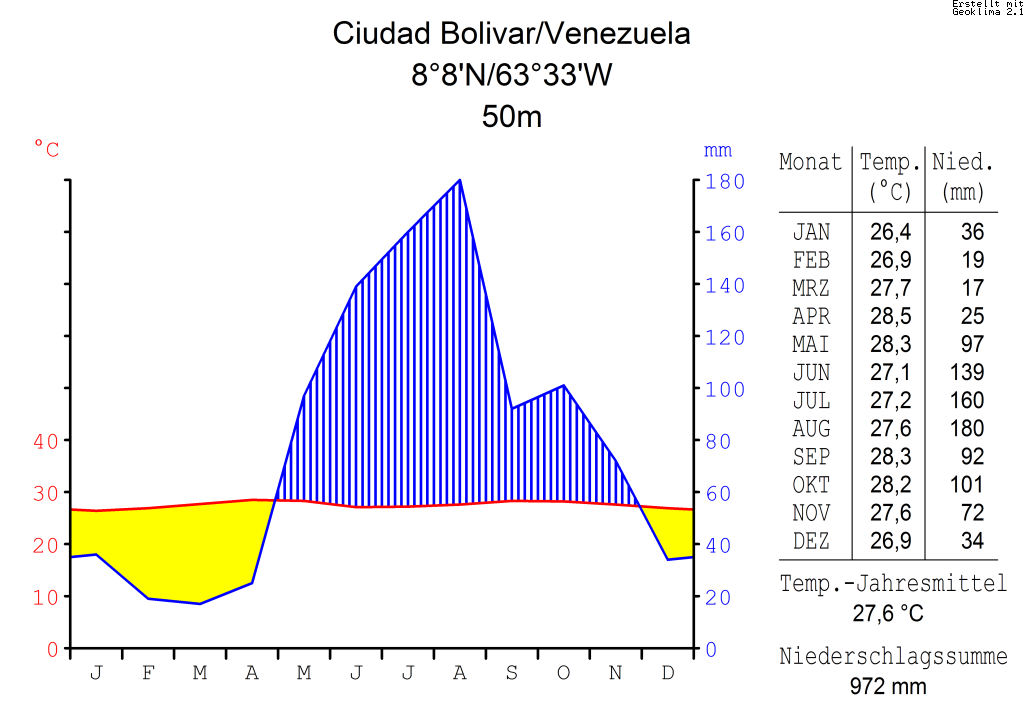
Кліматограма Сьюдад-Болівара
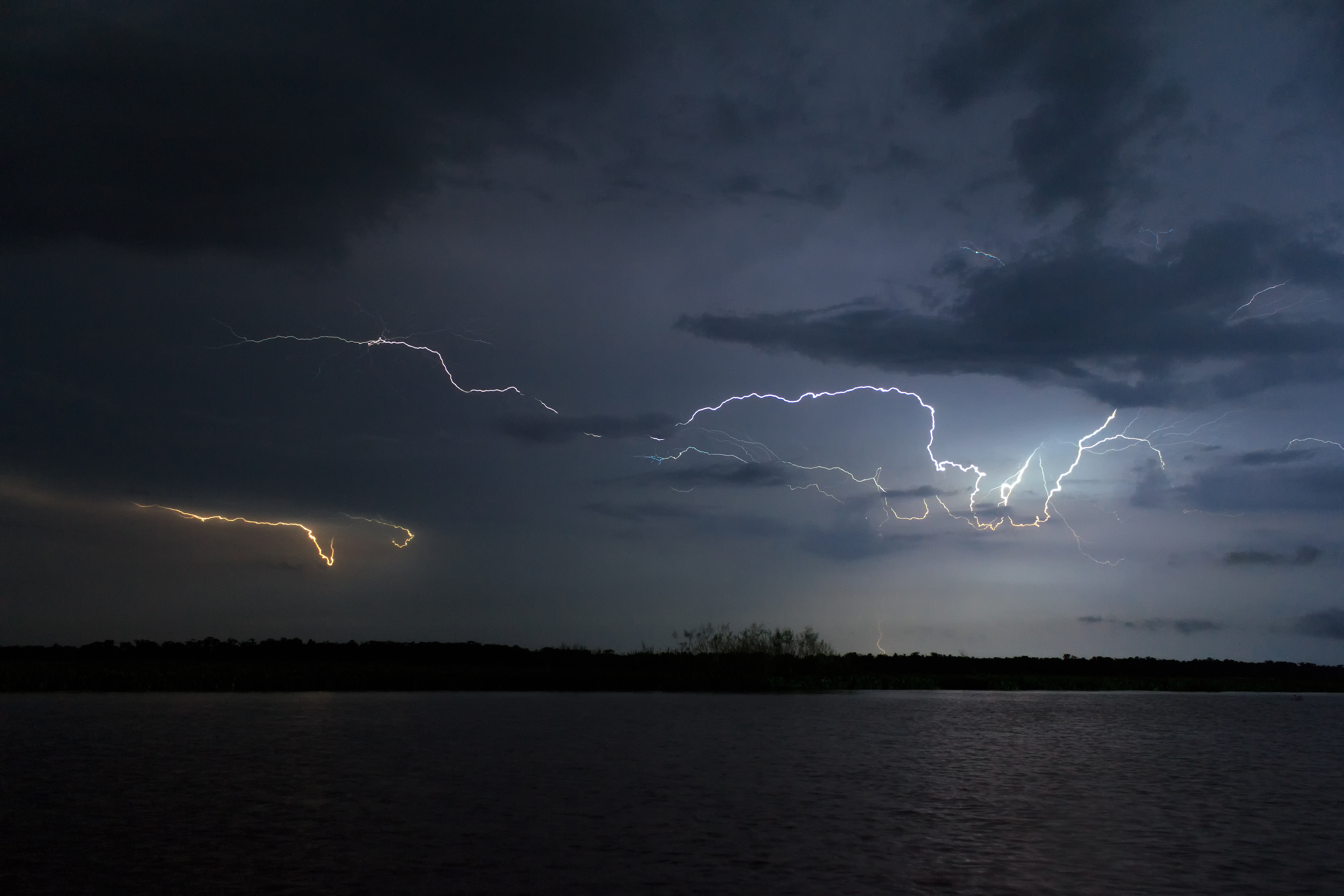
Блискавки Кататумбо
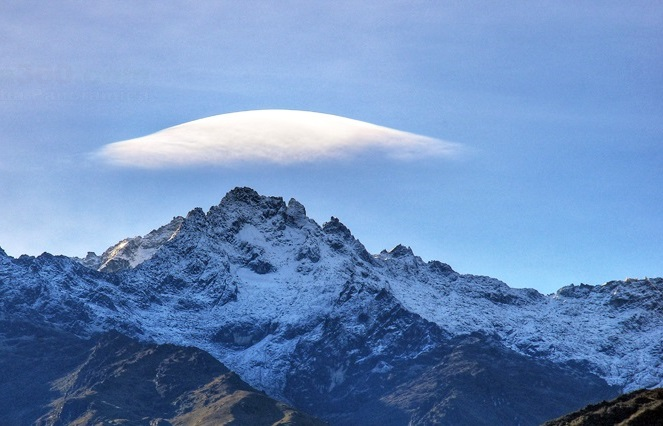
Лентикулярна хмара над Піко-Болівар

Венесуела є членом Всесвітньої метеорологічної організації (WMO), в країні ведуться систематичні спостереження за погодою.

## Внутрішні води
Загальні запаси відновлюваних водних ресурсів (ґрунтові і поверхневі прісні води) становлять 1233 км³. Станом на 2012 рік в країні налічувалось 10550 км² зрошуваних земель. Клімат більшої частини рівнинної території з чергуванням дощового (з квітня по жовтень) і сухого, більш спекотного (з листопада по березень) сезонів.

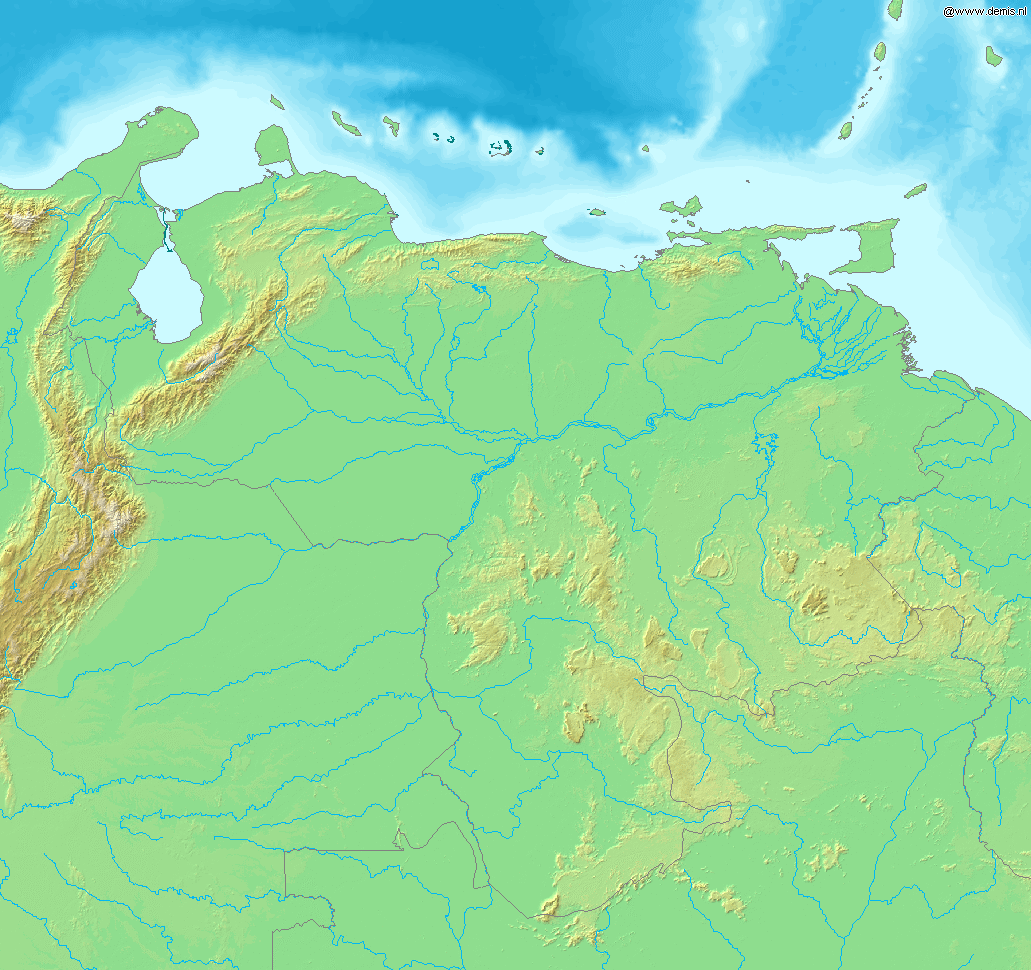
Гідрографічна мережа Венесуели
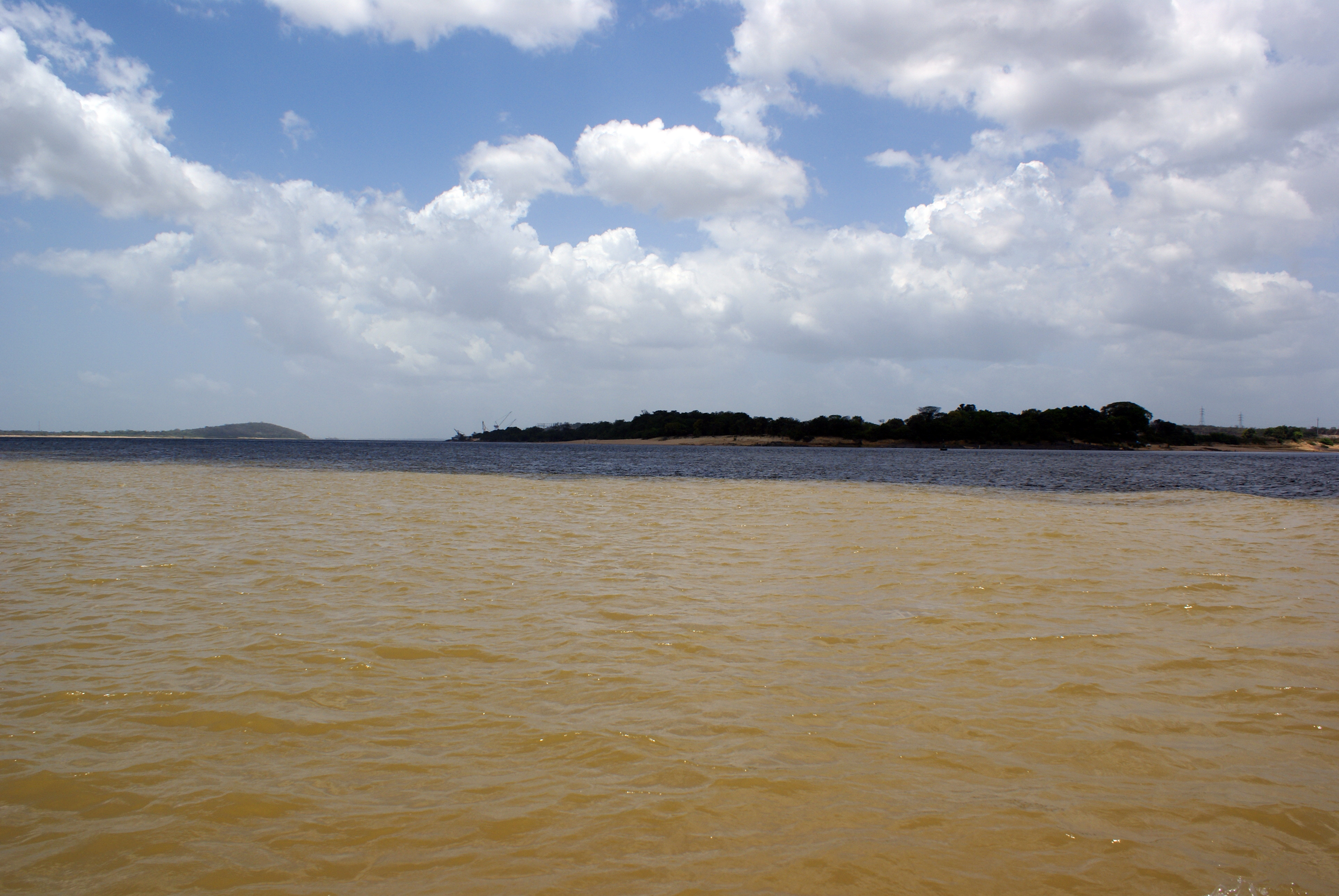
Злиття річок Ориноко і Кароні
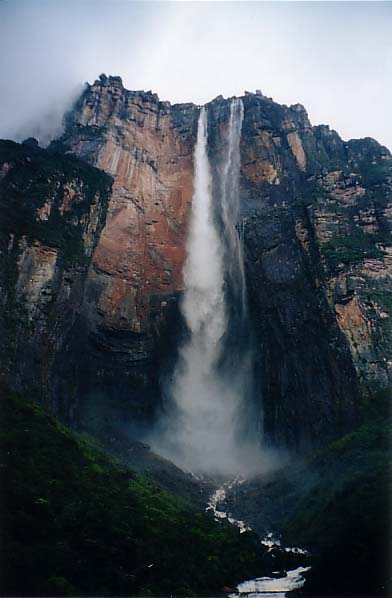
Водоспад Ангель
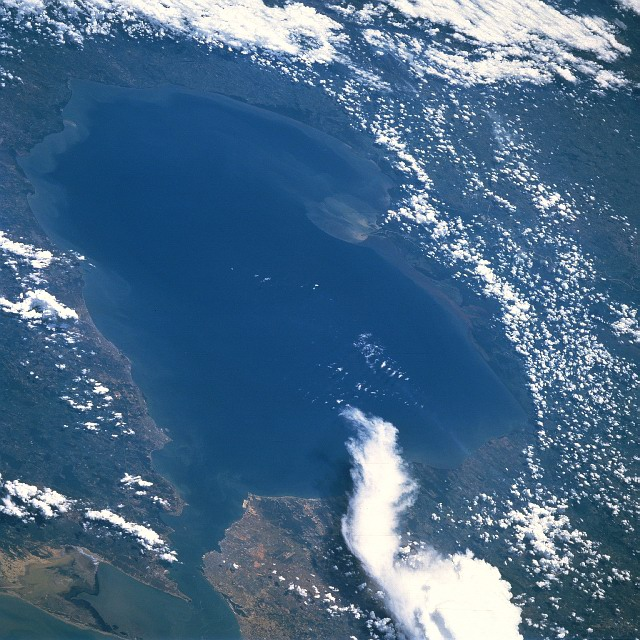
Озеро Маракайбо з космосу

### Річки
Річки країни належать басейну Атлантичного океану. Найбільші річки: Ориноко. Водоспад Ангель — найвищий у світі.

### Льодовики

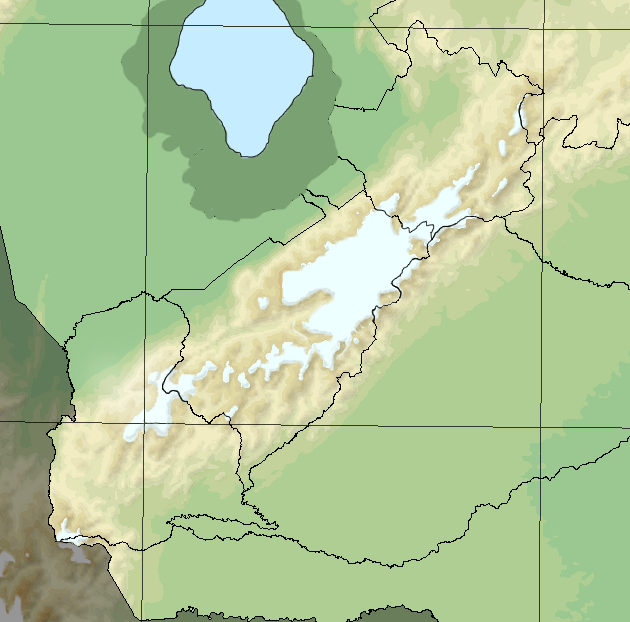
Карта льодовикового покриву у Мериді
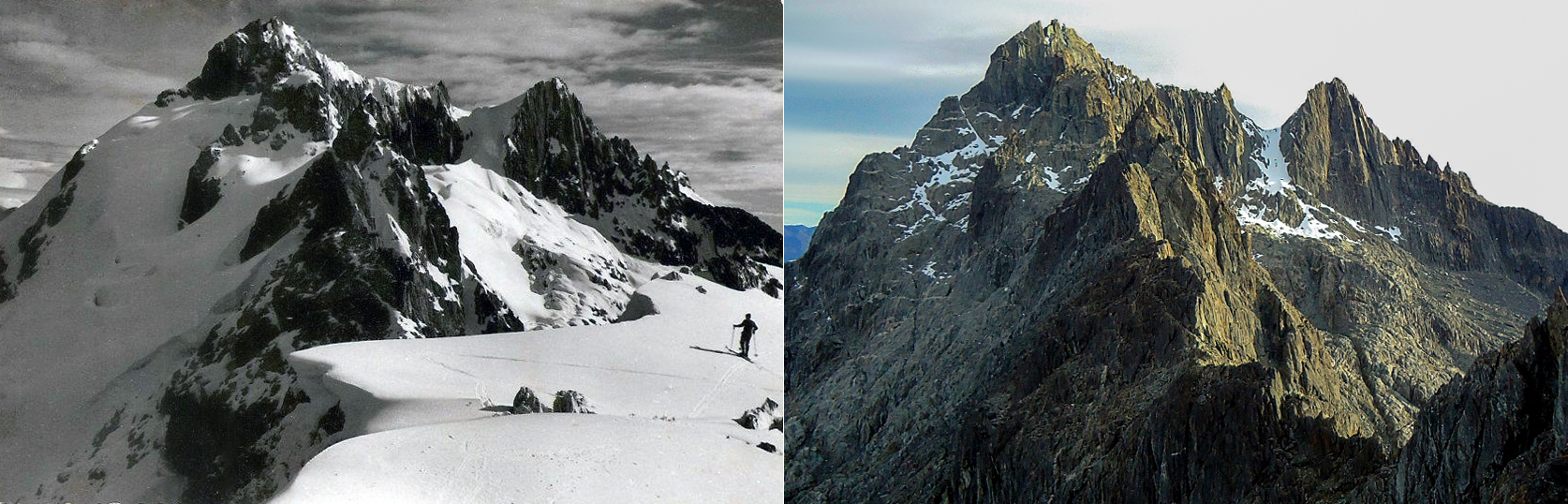
Льодовик на Піко-Болівар 1950 (ліворуч) і 2011 року (праворуч)

## Рослинність
Земельні ресурси Венесуели (оцінка 2011 року):
- придатні для сільськогосподарського обробітку землі — 24,5 %,
  - орні землі — 3,1 %,
  - багаторічні насадження — 0,8 %,
  - землі, що постійно використовуються під пасовища — 20,6 %;
- землі, зайняті лісами і чагарниками — 52,1 %;
- інше — 23,4 %[1].

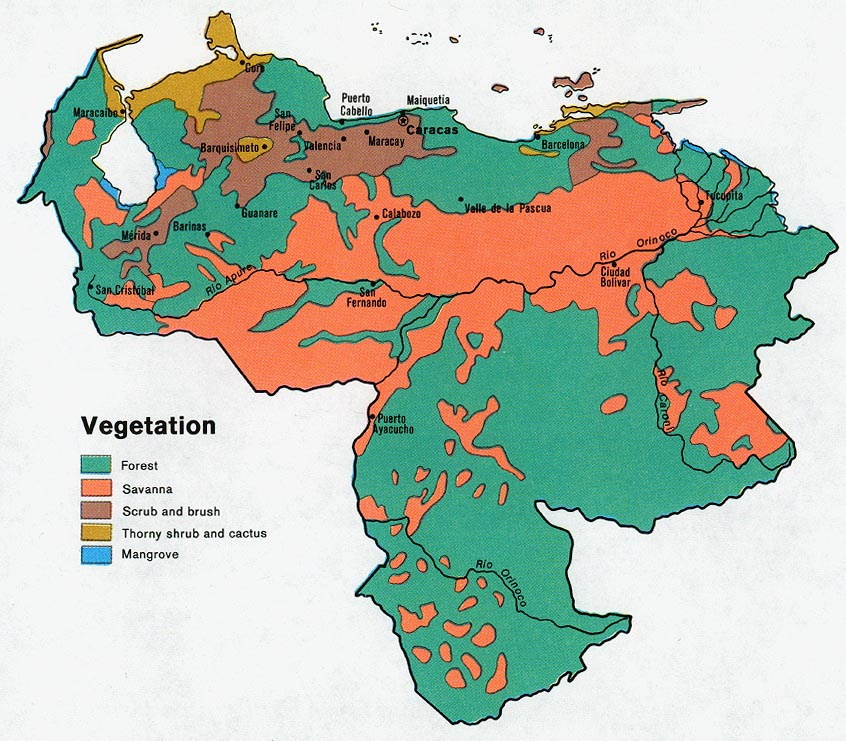
Рослинний покрив країни, 1972 рік
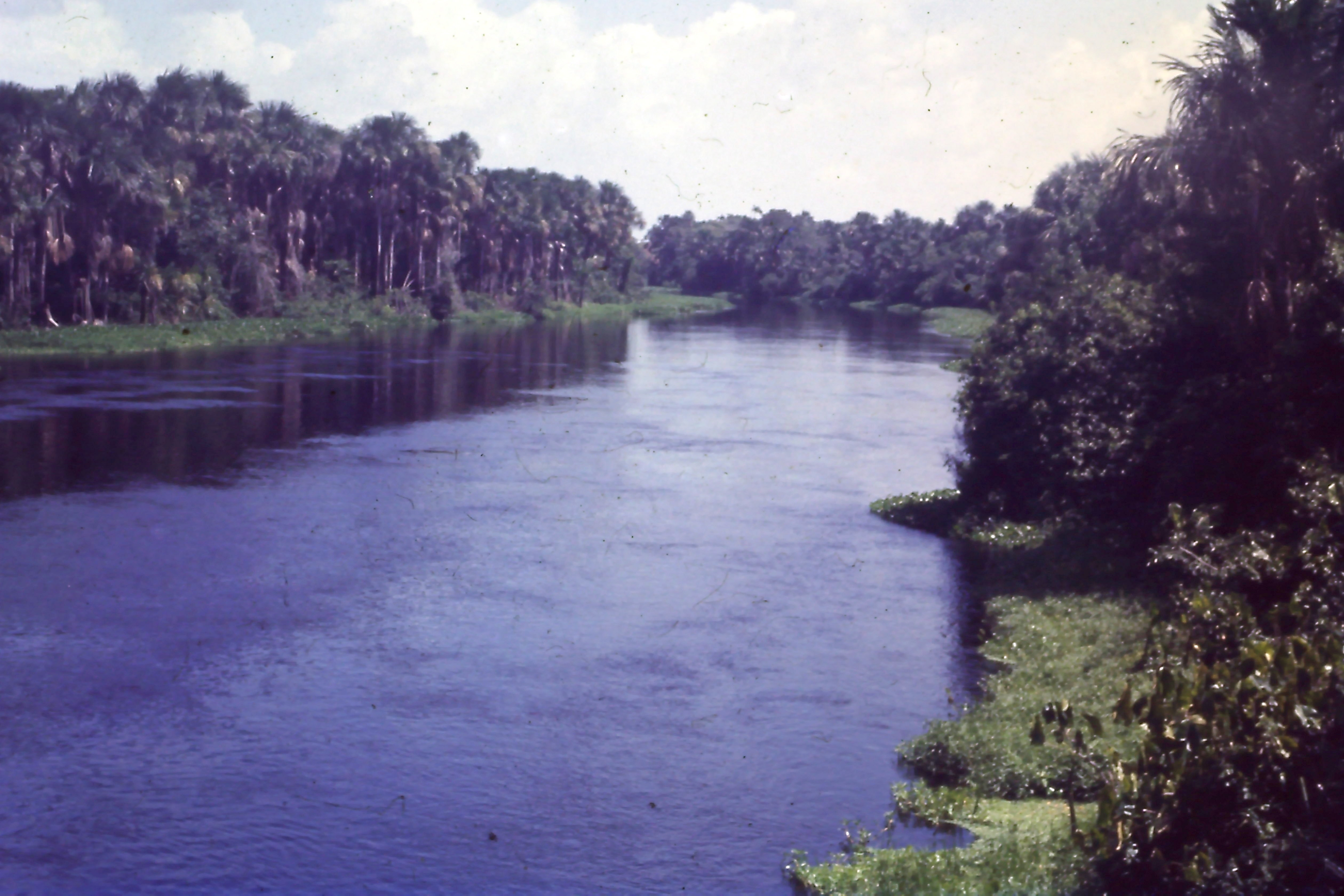
Галерейні ліси вздовж Ориноко

## Тваринний світ
Зоогеографічно територія країни належить до Гвіано-Бразильської підобласті Неотропічної області, карибське узбережжя, гірські хребти й Льянос — до Північноандійської, а сельва Гвіанського нагір'я — до Амазонської провінції.

## Охорона природи

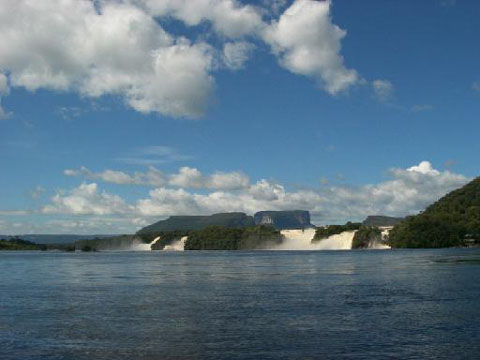
Національний парк Канайма

Венесуела є учасником ряду міжнародних угод з охорони навколишнього середовища:
- Договору про Антарктику,
- Конвенції про біологічне різноманіття (CBD),
- Рамкової конвенції ООН про зміну клімату (UNFCCC),
- Кіотського протоколу до Рамкової конвенції,
- Конвенції ООН про боротьбу з опустелюванням (UNCCD),
- Конвенції про міжнародну торгівлю видами дикої фауни і флори, що перебувають під загрозою зникнення (CITES),
- Базельської конвенції протидії транскордонному переміщенню небезпечних відходів,
- Конвенції з охорони морських живих ресурсів,
- Монреальського протоколу з охорони озонового шару,
- Міжнародної конвенції запобігання забрудненню з суден (MARPOL),
- Міжнародної угоди про торгівлю тропічною деревиною 1983 і 1994 років,
- Рамсарської конвенції із захисту водно-болотних угідь[12].

## Стихійні лиха та екологічні проблеми
На території країни спостерігаються небезпечні природні явища і стихійні лиха: повіді, каменепади, зсуви ґрунту; періодичні посухи.

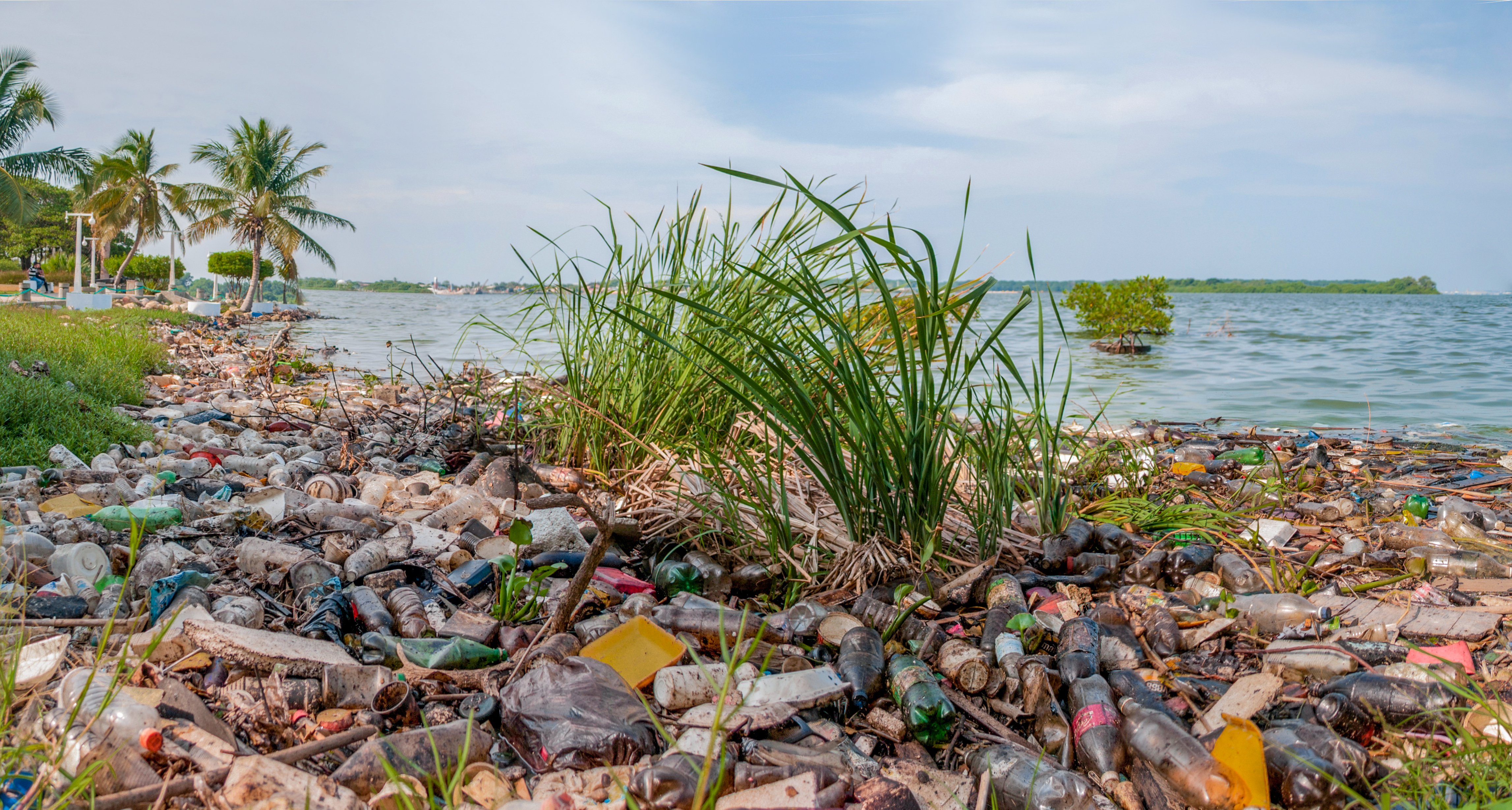
Забруднення берегів озера Маракайбо

Серед екологічних проблем варто відзначити:
- забруднення вод затоки Валенсія;
- нафтові плями в затоці Марокайбо;
- деградацію земель;
- промислове забруднення вздовж карибського узбережжя;
- знеліснення і руйнацію екосистем вологих тропічних лісів внаслідок гірничих виробок.

## Фізико-географічне районування
У фізико-географічному відношенні територію Венесуели можна розділити на регіони, що відрізняються один від одного рельєфом, кліматом, рослинним покривом: .

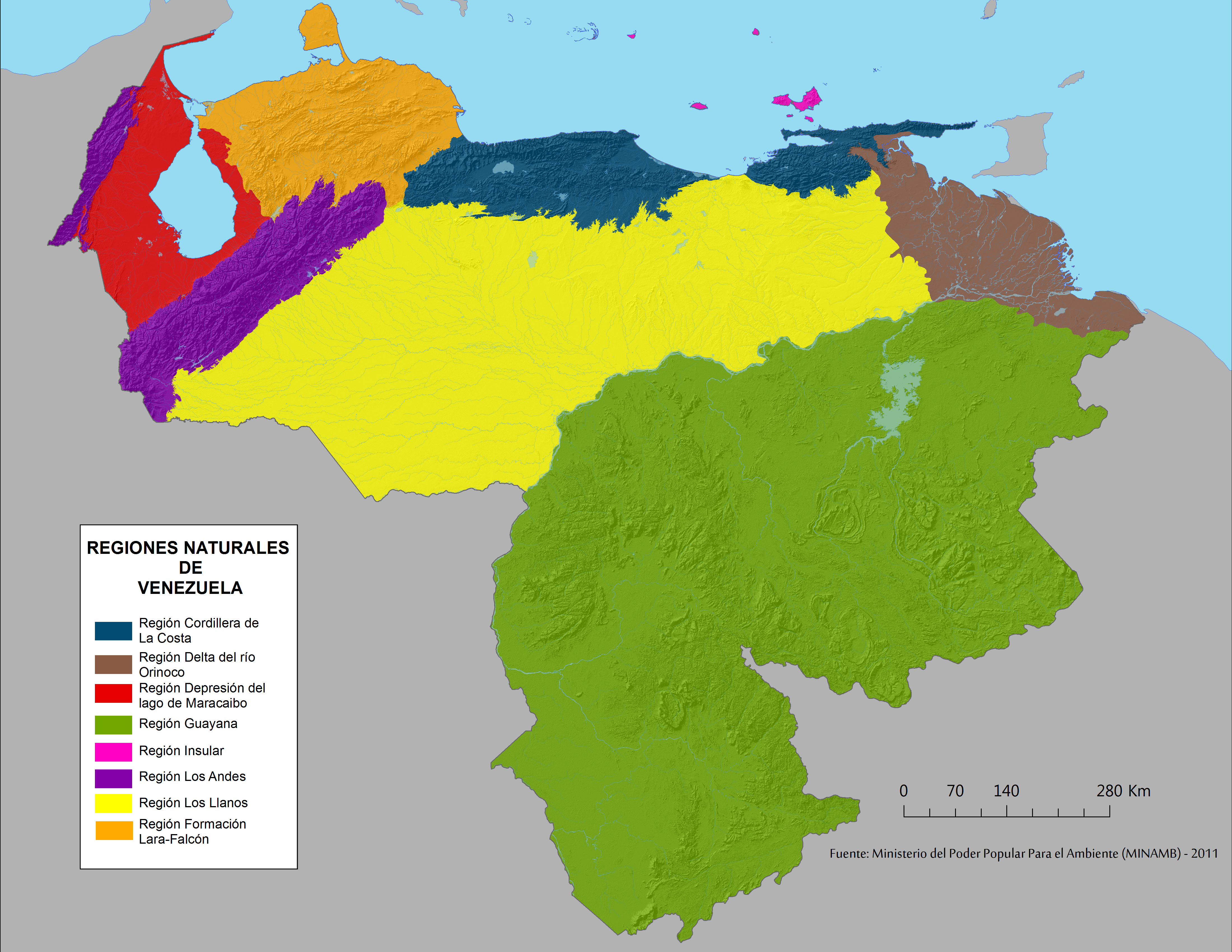
Карта природних регіонів
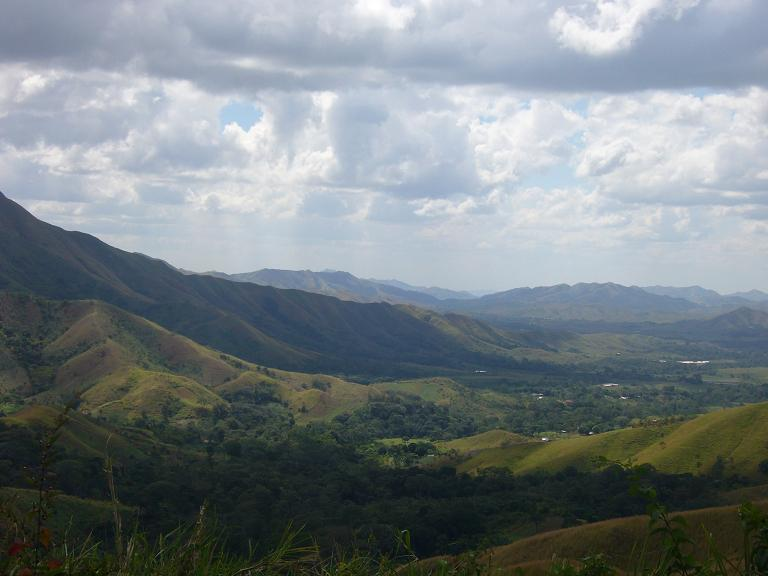
Береговий хребет
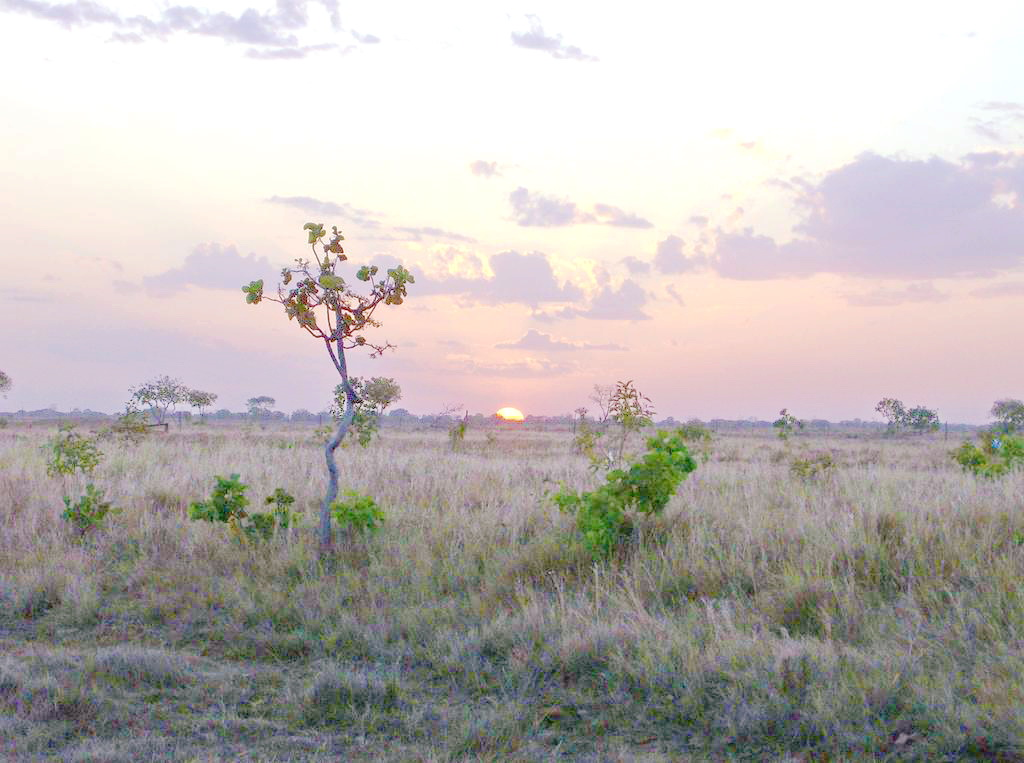
Льянос
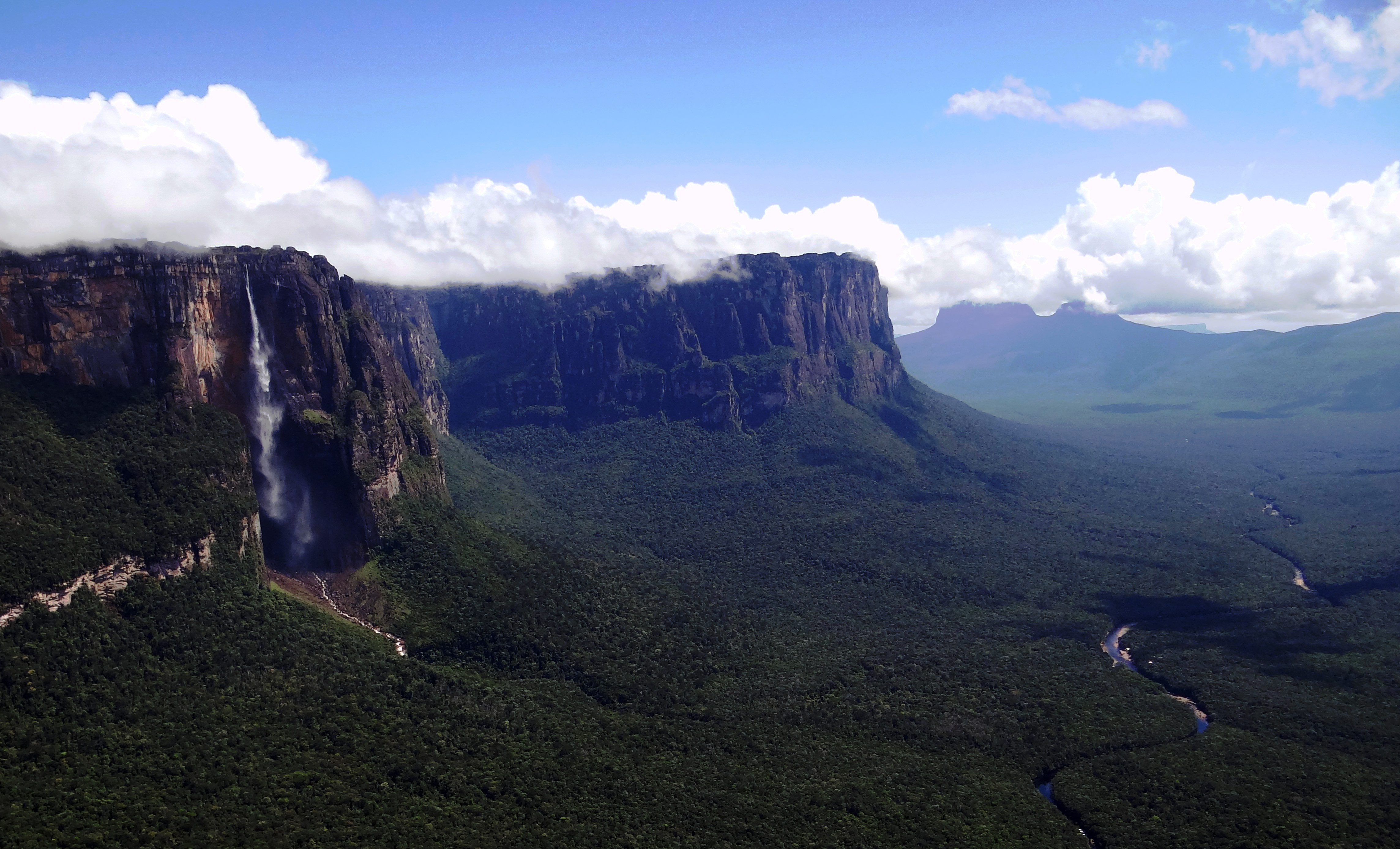
Гвінейське нагір'я

### Українською
- Атлас світу / голов. ред. І. С. Руденко ; зав. ред. В. В. Радченко ; відп. ред. О. В. Вакуленко. — К. : ДНВП «Картографія», 2005. — 336 с. — ISBN 9666315467.
- Атлас. 7 клас. Географія материків і океанів / Укладачі О. Я. Скуратович, Н. І. Чанцева. — К. : ДНВП «Картографія», 2014.
- Бєлозоров С. Т. Географія материків. — К. : Вища школа, 1971. — 371 с.
- Барановська О. В. Фізична географія материків і океанів : навч. посіб. для студентів ВНЗ : [у 2 ч.]. — Н. : Ніжинський державний університет ім. Миколи Гоголя, 2013. — 306 с. — ISBN 978-617-527-106-3.
- Венесуела // Гірничий енциклопедичний словник : [у 3-х тт.] / за ред. В. С. Білецького. — Д. : Східний видавничий дім, 2004. — Т. 3. — 752 с. — ISBN 966-7804-78-X.
- Дубович І. А. Країнознавчий словник-довідник. — 5-те вид., перероб. і доп. — К. : Знання, 2008. — 839 с. — ISBN 978-966-346-330-8.
- Панасенко Б. Д. Фізична географія материків : навч. посіб. : в 2 ч. — В. : ЕкоБізнесЦентр, 1999. — 200 с.
- Юрківський В. М. Регіональна економічна і соціальна географія. Зарубіжні країни: Підручник. — 2-ге. — К. : Либідь, 2001. — 416 с. — ISBN 966-06-0092-5.

### Англійською
- (англ.) Graham Bateman. The Encyclopedia of World Geography. — Andromeda, 2002. — 288 с. — ISBN 1871869587.

### Російською
- (рос.) Венесуэла // Латинская Америка. Энциклопедический справочник [в 2-х тт.] / Главный редактор В. В. Вольский. — М. : Советская энциклопедия, 1979. — Т. 1. А-К. — 576 с.
- (рос.) Венесуэла // Латинская Америка. Энциклопедический справочник [в 2-х тт.] / Главный редактор В. В. Вольский. — М. : Советская энциклопедия, 1982. — Т. 2. К-Я. — 656 с.
- (рос.) Авакян А. Б., Салтанкин В. П., Шарапов В. А. Водохранилища. — М. : Мысль, 1987. — 326 с. — (Природа мира)
- (рос.) Алисов Б. П., Берлин И. А., Михель В. М. Курс климатологии [в 3-х тт.] / под. ред. Е. С. Рубинштейна. — Л. : Гидрометиздат, 1954. — Т. 3. Климаты земного шара. — 320 с.
- (рос.) Апродов В. А. Вулканы. — М. : Мысль, 1982. — 368 с. — (Природа мира)
- (рос.) Апродов В. А. Зоны землетрясений. — М. : Мысль, 2010. — 462 с. — (Природа мира) — ISBN 978-5-244-01122-7.
- (рос.) Бабаев А. Г., Зонн И. С., Дроздов Н. Н., Фрейкин З. Г. Пустыни. — М.  : Мысль, 1986. — 320 с. — (Природа мира)
- (рос.) Букштынов А. Д., Грошев Б. И., Крылов Г. В. Леса. — М. : Мысль, 1981. — 316 с. — (Природа мира)
- (рос.) Власова Т. В. Физическая география материков. С прилегающими частями океанов. Южная Америка, Африка, Австралия и Океания, Антарктида. — 4-е, перераб. — М. : Просвещение, 1986. — 269 с.
- (рос.) Гвоздецкий Н. А. Карст. — М. : Мысль, 1981. — 214 с. — (Природа мира)
- (рос.) Гвоздецкий Н. А., Голубчиков Ю. Н. Горы. — М. : Мысль, 1987. — 400 с. — (Природа мира)
- (рос.) Долгушин Л. Д., Осипова Г. Б. Ледники. — М. : Мысль, 1989. — 448 с. — (Природа мира) — ISBN 5-244-00315-1.
- (рос.) Дорст Ж. Центральная и Южная Америка. — М. : Прогресс, 1977. — 318 с. — (Континенты, на которых мы живем)
- (рос.) Географический энциклопедический словарь: географические названия / под. ред. А. Ф. Трёшникова. — 2-е изд., доп. — М. : Советская энциклопедия, 1989. — 585 с. — ISBN 5-85270-057-6.
- (рос.) Исаченко А. Г., Шляпников А. А. Ландшафты. — М. : Мысль, 1989. — 504 с. — (Природа мира) — ISBN 5-244-00177-9.
- (рос.) Каплин П. А., Леонтьев О. К., Лукьянова С. А., Никифоров Л. Г. Берега. — М. : Мысль, 1991. — 480 с. — (Природа мира) — ISBN 5-244-00449-2.
- (рос.) Словарь современных географических названий / под общей редакцией акад. В. М. Котлякова. — Екатеринбург : У-Фактория, 2006.
- (рос.) Литвин В. М., Лымарев В. И. Острова. — М. : Мысль, 2010. — 288 с. — (Природа мира) — ISBN 978-5-244-01129-6.
- (рос.) Лобова Е. В., Хабаров А. В. Почвы. — М. : Мысль, 1983. — 304 с. — (Природа мира)
- (рос.) Максаковский В. П. Географическая картина мира. Книга I: Общая характеристика мира. — М. : Дрофа, 2008. — 495 с. — ISBN 978-5-358-05275-8.
- (рос.) Максаковский В. П. Географическая картина мира. Книга II: Региональная характеристика мира. — М. : Дрофа, 2009. — 480 с. — ISBN 978-5-358-06280-1.
- (рос.) Венесуэла // Поспелов Е. М. Топонимический словарь. — М. : АСТ, 2005. — 229 с. — ISBN 5-17-016407-6.
- (рос.) География / под ред. проф. А. П. Горкина. — М. : Росмэн-Пресс, 2006. — 624 с. — (Современная иллюстрированная энциклопедия) — ISBN 5-353-02443-5.
- (рос.) Физико-географический атлас мира. — М. : Академия наук СССР и Главное управление геодезии и картографии ГУГК СССР, 1964. — 298 с.
- (рос.) Энциклопедия стран мира / глав. ред. Н. А. Симония. — М. : НПО «Экономика» РАН, отделение общественных наук, 2004. — 1319 с. — ISBN 5-282-02318-0.